# Ziggy the Bag Man
Zbygnew (o Zbigniew) Marian Wilczek, también conocido como Ziggy the Bag Man («Ziggy el Hombre de las Bolsas», nacido c. 1961) es un hombre que vive en un parque en Taringa, un suburbio del centro de Brisbane. Ziggy se opone a ser etiquetado como «sin hogar», ya que él eligió su situación y no pide comida, dinero ni ropa. Disfruta de vivir en un parque público. Ziggy obtuvo cobertura mediática en 2004, convirtiéndose en un tema controvertido en dos elecciones locales consecutivas.

## Biografía
Zbygnew Wilczek nació c. 1960-61 y es de nacionalidad polaca.
Salió a la luz pública en el año 2000 cuando el entonces alcalde Jim Soorley atendió las quejas de algunos empresarios locales que decían que las actividades de Wilczek atraían ratas y desalentaban a los clientes.
A principios de 2004, fue objeto de la «Operación Ziggy», un esfuerzo del presentador de ABC (de la 612 AM) Spencer Howson para encontrarle un hogar. Tras una entrevista en directo, se reveló que Zbigniew no estaba tan dispuesto a participar en este plan, por lo que el plan fracasó.
En 2004, tres hombres lanzaron bombas caseras contra Ziggy durante seis meses, lo que le provocó quemaduras en al menos una ocasión. Los hombres fueron encarcelados en 2006 por acoso violento.
Más tarde ese mismo año, un retrato suyo pintado por el artista local Bruce Chapman se presentó al Premio Archibald. El único pago que pidió fue comida por valor de 8 dólares, que incluía helado, varias galletas y un refresco. Zbigniew también concedió una entrevista por un precio similar de 10 dólares.
En diciembre de 2005, la policía confiscó varios contenedores de bolsas de plástico que tenía en su posesión y le ordenaron a Ziggy que se mudara de su campamento en High Street.
En julio de 2006, Zbigniew se mudó de su local de High Street a un nuevo espacio en Oakman Park. Radio News informó que se mudó debido a los atentados en su antiguo local. En 2008, residía cerca de Toowong Creek Al menos desde 2013, se había mudado a Morrow Street Park, entre Morrow Street y Moggil Road.